# اکرم خان دورانی
اکرم خان دورانی زادهٔ ۱۹۵۸ (۶۶–۶۷ سال)) سیاست‌مدار اهل پاکستان است.